# AI Song Contest
O AI Song Contest (em português: Festival Inteligência artificial) é um concurso de canções televisionado a decorrer anualmente desde 2020, com participantes que são as inteligências artificiais de países europeus e também Austrália (como em Eurovisão), mas desde o 2021 qualquer país do mundo pode participar. 
Originalmente, o concurso pretendia ser o substituto da versão tradicional do ESC com pessoas que havia sido cancelado pela pandemia de COVID-19 em Europa. Mas, após o sucesso em 2021, decidiu-se fazer outro festival em 2021. 
Como foi dito no começo, o festival nasceu após o cancelamento do Eurovisão 2020, sendo ideia da criadora de programas neerlandesa Karen van Dijk com ajuda do canal de televisão VPRO e em colaboração com NPO 3FM, uma estação de rádio CHR rítmica neerlandesa controlada pela emissora pública VPRO, e por NPO Innovation, uma organização pública de radiodifusão dos Países Baixos que administra serviços públicos de radiodifusão no país. 

## Times participantes
- Genetic Scale e Musicians Meeseeks Bolívia
- Symbiotic Sounds (Dr. Karine Miras) e TridecatoNICS do Brasil[1]
- Metacreation Lab de Canadá
- AImCAT de Catalunha[2][3]
- Pineapple de China
- Coreia do Sul
- Menara, Gonimix & Andino de Espanha
- Estados Unidos
- Artax de Hungria[4]
- Blue Seeds de Irlanda
- 5Seven Records de México
- Diwas ft. Chepang, Kutumba & Hari Maharjan Project de Nepal

- Alemanha
- Uncann Valley de Austrália
- Bélgica
- França
- Países Baixos
- Suécia
- New Piano de Suíça
- Reino Unido

## Vencedores
- 2020 - Austrália com Beautiful the World de Uncann Valley.[5]
- 2021 - Listen To Your Body Choir de M.O.G.I.I.7.E.D.[6]
- 2022 - Tailândia com Enter Demons And Gods (Asura Deva Choom Noom) de Yaboi Hanoi.[7]
- 2023 - Países Baixos com How would you touch me? de Synthetic Beat Brigade.[8]

## Prêmios e nominações
O festival recebeu um prêmio (NPO Innovation Prize) e uma nominação e uma nominação (Prix Europa na categoria Digital Media). 